# Parencoelia biparasitica
Parencoelia biparasitica är en svampart som först beskrevs av Narcisse Theophile Patouillard, och fick sitt nu gällande namn av W.Y. Zhuang 1988. Parencoelia biparasitica ingår i släktet Parencoelia och familjen Helotiaceae.   Inga underarter finns listade i Catalogue of Life.